# 葛籠尾崎湖底遺跡
葛籠尾崎湖底遺跡（つづらおざきこていいせき）は、滋賀県長浜市湖北町の琵琶湖湖畔・葛籠尾崎の岬の周辺の水域に位置する湖底遺跡。他の多くの琵琶湖遺跡と異なり、最も深い場所では水深70メートルを超える。

## 特徴
この遺跡では、縄文時代初期から平安時代末期までの土器がほぼ連続して出土している。遺跡が水没している原因は明確になっておらず「水位の上昇により集落が流出した」「祭祀等のために土器が沈められた」「廃棄された土器である」「水没した集落である」「船の積荷が水没したもの」等の諸説がある。
特徴としては、遺物が土中に埋没せず露出した状態で沈んでおり、そのほとんどが完形品である。引き上げられた遺物の総数は約140点程。長期にわたり湖中にあったため、湖生鉄と呼ばれる湖水に含まれる鉄分が表面に厚く付着している土器もある。
土器以外にも、意図的な分割や整形が行われた大小さまざまな鉄鉱石が発見されており、「運搬途中のもの」「水流による堆積」「未発見の製鉄遺跡に伴うもの」などと推測されている。